# Bijleenregeling
De bijleenregeling is een belastingmaatregel waarmee de Nederlandse overheid sinds 2004 de hypotheekrenteaftrek heeft ingeperkt. De bijleenregeling houdt in dat rente op een eigenwoningschuld alleen aftrekbaar is voor zover die nog nodig is als men de eigenwoningreserve, (meestal gelijk aan de overwaarde van de verkochte woning), gebruikt bij de aankoop van de nieuwe eigen woning. Voor zover men dit niet doet en daardoor meer moet lenen is de rente op het meerdere niet aftrekbaar.

## Aspecten van de bijleenregeling
Op 1 januari 2004 is de bijleenregeling in werking getreden. Sinds dat moment moet men bij het verhuizen naar een andere koopwoning rekening houden met de bijleenregeling, waarbij er drie situaties te onderscheiden zijn.

#### Koop van een duurdere woning
Bij een verhuizing naar een duurdere woning wordt eerst de overwaarde van de oude woning bepaald, de eigenwoningreserve. Dit is de verkoopprijs verminderd met de eigenwoningschuld (in het algemeen de bestaande hypotheek) en de verkoopkosten, zoals de makelaarscourtage.
Vervolgens worden de verwervingskosten van de nieuwe woning bepaald, bestaande uit de koopprijs van de woning, de overdrachtsbelasting (bij een bestaande woning), eventueel meerwerk en de financieringskosten.
De bijleenregeling zegt dat de aftrekbaarheid van de nieuwe hypotheek beperkt is tot de rente over een lening aangegaan voor maximaal de verwervingskosten van de nieuwe woning min de eigenwoningreserve van de oude woning. Wordt er een hogere lening aangegaan, dan is dat deel van de lening niet meer aftrekbaar en valt voor de inkomstenbelasting in box 3.

#### Vervreemding zonder aankoop van een andere woning
Wordt de oude woning vervreemd zonder dat er (meteen) een nieuwe eigen woning wordt verworven, dan blijft de eigenwoningreserve nog 3 jaar bestaan. Wordt er binnen 3 jaar na verkoop van de oude koopwoning opnieuw een eigen woning aangeschaft, dan moet men nog rekening houden met deze eigenwoningreserve. Na 3 jaar vervalt de eigenwoningreserve. Verhuizing zonder aankoop van een andere woning kan zich onder meer voordoen bij het verhuizen naar een huurwoning, bij emigratie maar ook bij het gaan samenwonen in een koophuis dat de partner al in bezit had.

#### Eigenwoningbalans
Bij de toepassing van de Eigen woningregeling in de Inkomstenbelasting kan het nuttig zijn om op verschillende momenten de fiscale situatie waarin de huiseigenaar verkeert in een balans te plaatsen. Er wordt hierbij van de eigenwoningbalans gesproken. Immers, eigenwoningschulden, eigenwoningreserve en het ingebrachte eigen geld zijn kwesties die voor vele jaren nog gevolg zullen hebben. Dit is door de bijleenregeling noodzakelijk geworden.

#### Bijzondere situaties
- Als twee partners gaan samenwonen in een nieuwe koopwoning, dan moet rekening worden gehouden met de eigenwoningreserve van beide partners samen.
- Als twee partners uit elkaar gaan en zij hadden een gezamenlijke eigen woning, leidt het ‘uitkopen’ van de vertrekkende partner tot een eigenwoningreserve bij deze partner. In dit geval geldt ook een speciale goedkoper wonen regeling: omdat de partner maar voor de helft eigenaar van de oude woning was, telt ook maar de helft van de oude hypotheekschuld mee bij de vraag of de nieuwe hypotheek hoger of lager dan de oude hypotheekschuld is.
- Als er een lening wordt aangegaan voor het onderhoud of de verbetering van de eigen woning, dan is de rente hierover in principe nog aftrekbaar. Een uitzondering hierop is als er nog een eigenwoningreserve is, bijvoorbeeld omdat een goedkopere woning was aangeschaft. In dat geval komt de lening in eerste instantie ten laste van de eigenwoningreserve, de rente over het restant is wel aftrekbaar.
- Als de oude woning nog niet verkocht is op het moment dat de nieuwe woning is betrokken, dan blijft de rente over de hypotheek voor de oude woning nog 2 jaar aftrekbaar.
- Als de oude woning met verlies is verkocht, dan is er geen sprake van overwaarde, maar is er sprake van een negatieve eigenwoningreserve. Ook deze eigenwoningreserve blijft 3 jaar behouden. Als er binnen 3 jaar opnieuw wordt verhuisd, dan mag de overwaarde van de tweede woning worden gesaldeerd met de negatieve eigenwoningreserve. In dat geval hoeft dus niet de volledige overwaarde van de tweede woning in de derde woning te worden gestopt.
- Als de woning niet wordt verkocht, maar niet meer als eigen woning wordt gebruikt (omdat de oude woning bijvoorbeeld voor de verhuur wordt gebruikt), dan is er sprake van een fictieve verkoop. Op dat moment wordt de woning van box 1 naar box 3 verplaatst en zal aan de hand van realistische marktprijzen op dat moment een fictieve verkoopwaarde moeten worden vastgesteld. Hieruit volgt een eigenwoningreserve, waar rekening mee moet worden gehouden bij de verwerving van een nieuwe woning.

## Geschiedenis
Tot de invoering van de bijleenregeling hoefde men bij een verhuizing geen rekening te houden met de overwaarde van de oude woning. Het geld dat na verkoop van de oude woning overbleef kon men tot 2004 dus voor andere doelen gebruiken dan alleen de eigen woning.

### Reparatie bijleenregeling
Op 1 januari 2010 is een aantal ‘vereenvoudigingen’ in de bijleenregeling opgenomen. 
- Sinds 2010 vervalt de eigenwoningreserve al na 3 jaar in plaats van na 5 jaar.
- De rente die wordt betaald over de meegefinancierde kosten is ook aftrekbaar gemaakt voor doorstromers. Tot 2010 gold dat alleen starters de rente konden aftrekken voor dat deel van de lening die was aangegaan voor de extra kosten bij de woningverwerving. Verwarrend was daarbij dat voor de bijleenregeling wél rekening met de verwervingskosten gehouden mocht worden.
- Tot 2010 was er de goedkoperwonenregeling. Bij een verhuizing naar een goedkopere woning wordt ook de overwaarde van de oude woning bepaald, de eigenwoningreserve. Dit is de verkoopprijs verminderd met de eigenwoningschuld (in het algemeen de bestaande hypotheek) en de verkoopkosten, zoals de makelaarscourtage. Vervolgens worden de verwervingskosten van de nieuwe woning bepaald, bestaande uit de koopprijs van de woning, de overdrachtsbelasting (bij een bestaande woning), eventueel meerwerk en de financieringskosten. De originele bijleenregeling zegt dat bij een verhuizing naar een goedkopere woning de nieuwe aftrekbare hypotheek net zo hoog mag zijn als de oude aftrekbare hypotheek, mits deze hypotheek niet hoger is dan de verwervingskosten van de nieuwe woning. Voor de aftrekbaarheid mag de nieuwe hypotheek maximaal zo hoog zijn als deze verwervingskosten. De derde aanpassing is dat deze goedkoperwonenregeling is afgeschaft. Wie naar een goedkoper huis verhuist, moet dus ook de volledige overwaarde in de nieuwe woning inbrengen, zodat de nieuwe maximale aftrekbare hypotheek in dat geval lager zal zijn dan de oude hypotheek. Dit kan gevolgen hebben voor mensen die voor de aflossing van de hypotheekschuld gebruikmaken van een kapitaalverzekering eigen woning (KEW), bijvoorbeeld mensen met een spaarhypotheek. Een van de fiscale eisen aan de KEW is dat deze minstens 15 jaar (kleine vrijstelling) of 20 jaar (grote vrijstelling) loopt. De staatssecretaris heeft bepaald dat als iemand vanwege de verhuizing naar een goedkopere woning de KEW binnen 20 jaar moet gebruiken voor de aflossing van de hypotheekschuld, er toch gebruik kan worden gemaakt van de vrijstelling die normaal alleen geldt voor een polis die 20 jaar heeft gelopen.